# Vuelta a Burgos Féminas
La Vuelta a Burgos Féminas es una carrera profesional femenina por etapas que se disputa en la provincia de Burgos en España.
Es la versión femenina de la carrera homónima y fue creada en el año 2015 como carrera aficionada bajo en nombre de Challange Vuelta a Burgos Féminas. Desde el año 2019 pasó a formar parte del calendario internacional femenino de la UCI como competencia de categoría 2.1.

## Historia
En 2014 se crearon en el Valle de Mena el Trofeo Muniadona con inicio, final y varios pasos en Villasana de Mena; y el Gran Premio Villarcayo con inicio, final y varios pasos en Villarcayo, ambas puntuables para la Copa de España de Ciclismo y con carreras o clasificaciones para diferentes categorías. Aunque en diferentes fechas.
Estas pruebas fueron predecesoras de la Challange Vuelta a Burgos Féminas creada en 2015 -formato challenge ya que la corredoras pueden disputar las etapas que quieran o abandonar pudiendo salir al día siguiente (para aparecer la clasificación general hay que finalizar todas)- o simplemente Vuelta a Burgos Femenina, ya que unieron sus fechas disputándose el mismo fin de semana. En la que solamente el primero de ellos, el Gran Premio Muniadona, es puntuable para la Copa de España de Ciclismo.
La primera edición en 2015, constó de 2 etapas, las posteriores ediciones de 2016 a 2018 fueron de 3 etapas y en 2019 pasó a tener 4 etapas pasando a formar parte del calendario internacional femenino de la UCI como competencia de categoría 2.1.

## Palmarés

### Vuelta a Burgos Féminas
| Año                     | Ganador                | Segundo                  | Tercero                |           |
| ----------------------- | ---------------------- | ------------------------ | ---------------------- | --------- |
| ediciones amateur       |                        |                          |                        |           |
| 2015                    | Belén López            | Gloria Rodríguez Sánchez | Yulia Iliynikh         |           |
| 2016                    | Mavi García            | Anna Kiesenhofer         | Eider Merino           |           |
| 2017                    | Eider Merino           | Femke Verstichelen       | Roos Hoogeboom         |           |
| 2018                    | Beatriu Gómez Franquet | Henrietta Colborne       | Enara López            |           |
| ediciones profesionales |                        |                          |                        |           |
| 2019                    | Stine Borgli           | Soraya Paladin           | Mavi García            |           |
| 2020                    | cancelada              | cancelada                | cancelada              | cancelada |
| 2021                    | Anna van der Breggen   | Annemiek van Vleuten     | Demi Vollering         |           |
| 2022                    | Juliette Labous        | Évita Muzic              | Demi Vollering         |           |
| 2023                    | Demi Vollering         | Shirin van Anrooij       | Ashleigh Moolman-Pasio |           |
| 2024                    | Demi Vollering         | Évita Muzic              | Karlijn Swinkels       |           |
| 2025                    | Marlen Reusser         | Elisa Longo Borghini     | Yara Kastelijn         |           |

### Carreras del Challenge
| Año  | Ganadora Trofeo Muniadona (Copa de España de Ciclismo) | Ganadora Gran Premio Villarcayo |
| ---- | ------------------------------------------------------ | ------------------------------- |
| 2014 | Lucía González                                         | Sheyla Gutiérrez                |
| 2015 | Yulia Ilinykn                                          | Yulia Ilinykn                   |
| 2016 | Mavi García                                            | Ainara Elbusto                  |
| 2017 | Eider Merino                                           | Alicia González                 |

## Palmarés por países
| País         | Victorias |
| ------------ | --------- |
| España       | 4         |
| Países Bajos | 3         |
| Noruega      | 1         |
| Francia      | 1         |
| Suiza        | 1         |